# Martin Jensen
Martin Kristian Jensen, född 2 juli 1881 i Lunds domkyrkoförsamling, död där 14 januari 1963, var en svensk järnvägstjänsteman, kommunalpolitiker och socialdemokratisk riksdagsledamot.
Jensen var från 1917 ledamot av andra kammaren, fram till 1921 invald i Helsingborg, Landskrona och Lunds valkrets (trestadskretsen), därefter invald i fyrstadskretsen.